# Peggy Dow
Peggy Dow, nata Peggy Josephine Varnadow (Columbia, 18 marzo 1928), è un'attrice statunitense, attiva dal 1949 al 1952.

## Filmografia

### Cinema
- Chicago, bolgia infernale (Undertow), regia di William Castle (1949)
- Donna in fuga (Woman in Hiding), regia di Michael Gordon (1950)
- Jack il ricattatore (Shakedown), regia di Joseph Pevney (1950)
- Mentre la città dorme (The Sleeping City), regia di George Sherman (1950)
- Harvey, regia di Henry Koster (1950)
- Vittoria sulle tenebre (Bright Victory), regia di Mark Robson (1951)
- You Never Can Tell, regia di Lou Breslow (1951)
- È scomparsa una bambina (Reunion in Reno), regia di Kurt Neumann (1951)
- Di fronte all'uragano (I Want You), regia di Mark Robson (1951)

### Televisione
- Your Show Time - un episodio (1949)
- The Cases of Eddie Drake - un episodio (1952)